# Hydrochus squamifer
Hydrochus squamifer är en skalbaggsart som beskrevs av Leconte 1855. Hydrochus squamifer ingår i släktet Hydrochus och familjen gyttjebaggar. Inga underarter finns listade i Catalogue of Life.